# Abschnittsbefestigung Brand

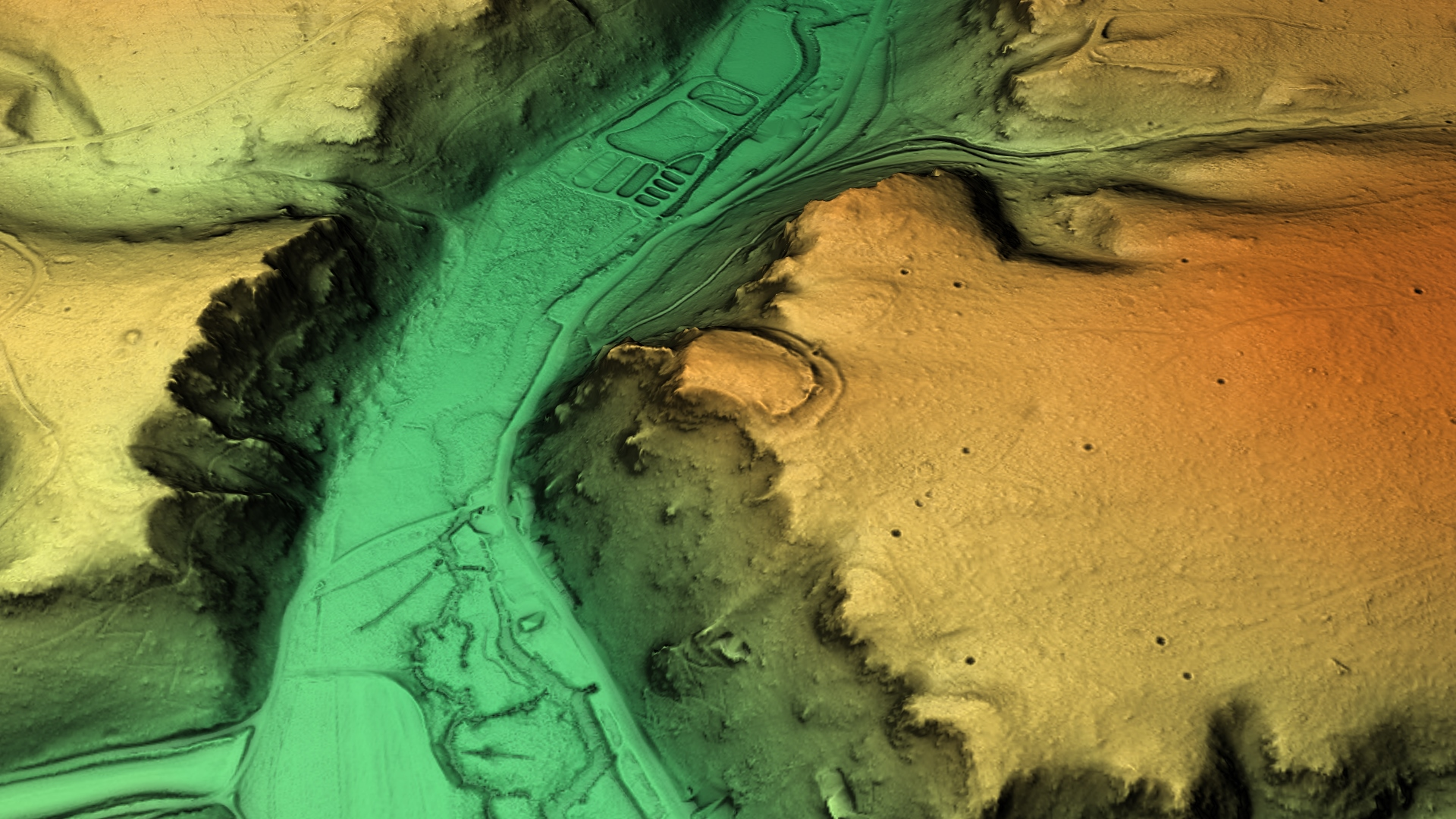
3D-Ansicht des digitalen Geländemodells

Die Abschnittsbefestigung Brand ist eine abgegangene vorgeschichtliche Abschnittsburg auf 460 m ü. NHN im Flurbereich „Brand“ etwa 625 Meter nordnordwestlich der Kirche Heilig Kreuz in Schambach, einem Ortsteil der Marktgemeinde Kipfenberg im Landkreis Eichstätt in Bayern.
Die Abschnittsbefestigung befindet sich 160 m östlich des Schambachs, er liegt 80 m höher als das Schambachtal. Von ihr sind noch ein 110 Meter langer Abschnittswall mit Vorwall und Grabenreste erhalten.